# Santa Cruz das Flores (freguesia)
Santa Cruz das Flores is een plaats (freguesia) in de Portugese gemeente Santa Cruz das Flores en telt 1810 inwoners (2001).